# Brit Awards 2017
Les Brit Awards 2017 ont lieu le 22 février 2017 à l'O2 Arena à Londres. Il s'agit de la 37e cérémonie des Brit Awards, présentée par Emma Willis (en) et Dermot O'Leary diffusée en direct à la télévision sur la chaîne ITV.
L'architecte irako-britannique Zaha Hadid réalise le design des trophées remis aux gagnants .
Un hommage est rendu avec un montage vidéo à plusieurs artistes disparus en 2016: Prince, Leonard Cohen et les membres du groupe Viola Beach ainsi que George Michael avec un discours de son ex partenaire dans Wham!, Andrew Ridgeley, et les anciennes choristes du groupe, Pepsi Demacque et Shirlie Holliman, puis Chris Martin du groupe Coldplay qui interprète A Different Corner en duo virtuel avec le chanteur disparu. David Bowie remporte deux trophées à titre posthume. Robbie Williams reçoit le prix spécial Icon Award,,,.
Le prix du meilleur producteur britannique n'est pas attribué cette année-là.

## Interprétations sur scène
Plusieurs chansons sont interprétées lors de la cérémonie :
- Little Mix : Shout Out to My Ex
- Bruno Mars : That's What I Like
- Emeli Sandé: Hurts
- The 1975 : The Sound
- Chris Martin et George Michael : A Different Corner
- Katy Perry feat. Skip Marley (en) : Chained to the Rhythm
- Skepta : Shutdown
- The Chainsmokers et Coldplay : Something Just like This
- Ed Sheeran et Stormzy : Castle on the Hill / Shape of You
- Robbie Williams : The Heavy Entertainment Show / Love My Life / Mixed Signals

## Palmarès
Les lauréats apparaissent en caractères gras

### Meilleur album britannique
- Blackstar de David Bowie
  - I Like It When You Sleep, for You Are So Beautiful yet So Unaware of It de The 1975
  - Made in the Manor de Kano
  - Love & Hate de Michael Kiwanuka
  - Konichiwa de Skepta

### Meilleur single britannique
- Shout Out to My Ex de Little Mix
  - Say You Won't Let Go de James Arthur
  - Fast Car de Jonas Blue feat. Dakota
  - Rockabye de Clean Bandit feat. Anne-Marie et Sean Paul
  - Hymn for the Weekend de Coldplay
  - This Is What You Came For de Calvin Harris feat. Rihanna
  - Dancing On My Own de Calum Scott
  - Girls Like de Tinie Tempah feat. Zara Larsson
  - Faded d'Alan Walker
  - Pillowtalk de Zayn

### Meilleur artiste solo masculin britannique
- David Bowie
  - Craig David
  - Kano
  - Michael Kiwanuka
  - Skepta

### Meilleure artiste solo féminine britannique
- Emeli Sandé
  - Anohni
  - Ellie Goulding
  - Lianne La Havas
  - Nao (en)

### Meilleur groupe britannique
- The 1975
  - Bastille
  - Biffy Clyro
  - Little Mix
  - Radiohead

### Révélation britannique
- Rag'n'Bone Man
  - Anne-Marie
  - Blossoms
  - Skepta
  - Stormzy

### Meilleure vidéo britannique
- History de One Direction
  - Send My Love (To Your New Lover) d'Adele
  - Say You Won't Let Go de James Arthur
  - Fast Car de Jonas Blue feat. Dakota
  - Rockabye de Clean Bandit feat. Anne-Marie et Sean Paul
  - Hymn for the Weekend de Coldplay
  - This Is What You Came For de Calvin Harris feat. Rihanna
  - Hair de Little Mix feat. Sean Paul
  - Girls Like de Tinie Tempah feat. Zara Larsson
  - Pillowtalk de Zayn

- Note : Le vainqueur est désigné par un vote des téléspectateurs via internet[2].

### Choix des critiques
- Rag'n'Bone Man
  - Anne-Marie
  - Dua Lipa

### Meilleur artiste solo masculin international
- Drake
  - Bon Iver
  - Leonard Cohen
  - Bruno Mars
  - The Weeknd

### Meilleure artiste solo féminine internationale
- Beyoncé
  - Christine and the Queens
  - Rihanna
  - Sia
  - Solange

### Meilleure groupe international
- A Tribe Called Quest
  - Drake and Future
  - Kings of Leon
  - Nick Cave and the Bad Seeds
  - Twenty One Pilots

### Meilleur succès global
- Adele

### Icon Award
- Robbie Williams

## Artistes à nominations multiples
- 4 nominations :
  - Anne-Marie

- 3 nominations :
  - Little Mix
  - Sean Paul
  - Rihanna
  - Skepta

- 2 nominations :
  - The 1975
  - James Arthur
  - Jonas Blue
  - David Bowie
  - Clean Bandit
  - Coldplay
  - Dakota
  - Drake
  - Calvin Harris
  - Kano
  - Michael Kiwanuka
  - Zara Larsson
  - Rag'n'Bone Man
  - Tinie Tempah
  - Zayn

## Artistes à récompenses multiples
- 2 récompenses :
  - David Bowie
  - Rag'n'Bone Man